# أندري بوهدان
أندري بوهدان (بالأوكرانية: Андрій Йосипович Богдан) هو محامي أوكراني، ولد في 3 ديسمبر 1976 في لفيف في أوكرانيا.